# ECC Gymnasium
L'ECC Gymnasium est un stade couvert situé à Delap-Uliga-Darrit aux Îles Marshall. Il sert principalement de stade pour des compétitions de basket-ball, de volley-ball, et plus rarement de matchs de football.
Il compte environ 2 000 places[réf. nécessaire].
Il s'agit d'un gymnase couvert par un toit en arc s'élevant à 60 mètres au-dessus du sol. En juin 2011, une partie du toit doit être fermée, car elle menace de s'effondrer. Ce problème est dû à une invasion de termites. Les gouvernements des États-Unis et des îles Marshall ont approuvé en 2015 un budget d'1,5 million de dollars pour réparer le gymnase. 